# Musée littéraire d'Anton Tchekhov
Le musée littéraire d'Anton Tchekhov (en russe Литературный музей А.П. Чехова) est un musée situé dans l'oblast de Rostov en Russie, dans la ville de Taganrog ; il est installé dans un bâtiment qui servait de gymnasium des garçons, et où Anton Tchekhov a fait ses études. Le musée fait partie du musée-parc national littéraire et d'histoire et d'architecture d'État de Taganrog.

## Histoire
Le bâtiment du gymnasium des garçons a ouvert en 1843 ; il est construit sur les plans de l'architecte Francesco Boffo, dans le style principal du bâtiment du classicisme provincial russe. Entre 1868 et 1879, le jeune Anton Tchekhov y fait ses études, et y trouve des éléments d'inspiration pour quelques-unes de ses nouvelles, en particulier Le Professeur de lettres, Ariane et L'Homme à l'étui. Une école secondaire y est installée plus tard ; en 1954, elle prend le nom de Tchekhov. L'école a fonctionné jusqu'en 1975, et en 1980, il a été décidé de la remplacer par le musée.

### Le musée auXXIesiècle
Les expositions du musée sont consacrées à la vie et aux œuvres d'Anton Tchekhov, ainsi qu'à l'influence de Taganrog sur son art. Le 29 janvier 2010, pour le 150e anniversaire de l'écrivain, une nouvelle présentation intitulée Tchekhov : à sa ville natale et au monde a été mise en place et compte plus de 1 600 pièces exposées.

150e anniversaire de l'écrivain
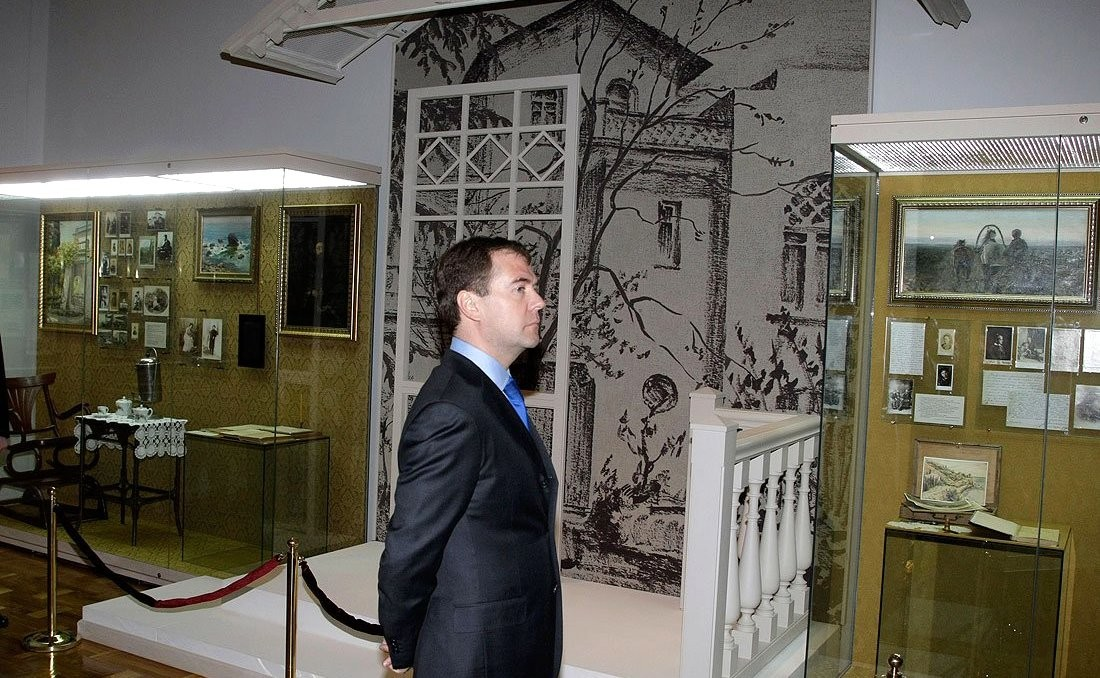
Intérieur du musée littéraire de Tchekhov en 2010 lors de l'inauguration par Dmitri Medvedev.
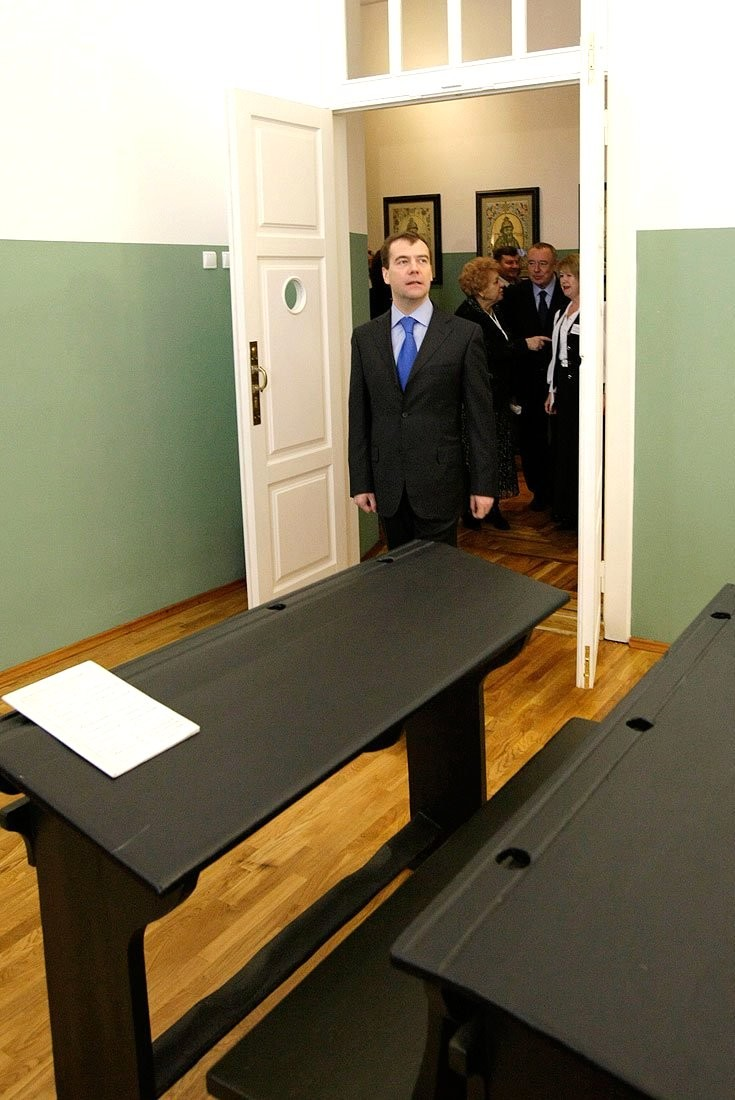
Intérieur du musée littéraire de Tchekhov en 2010.
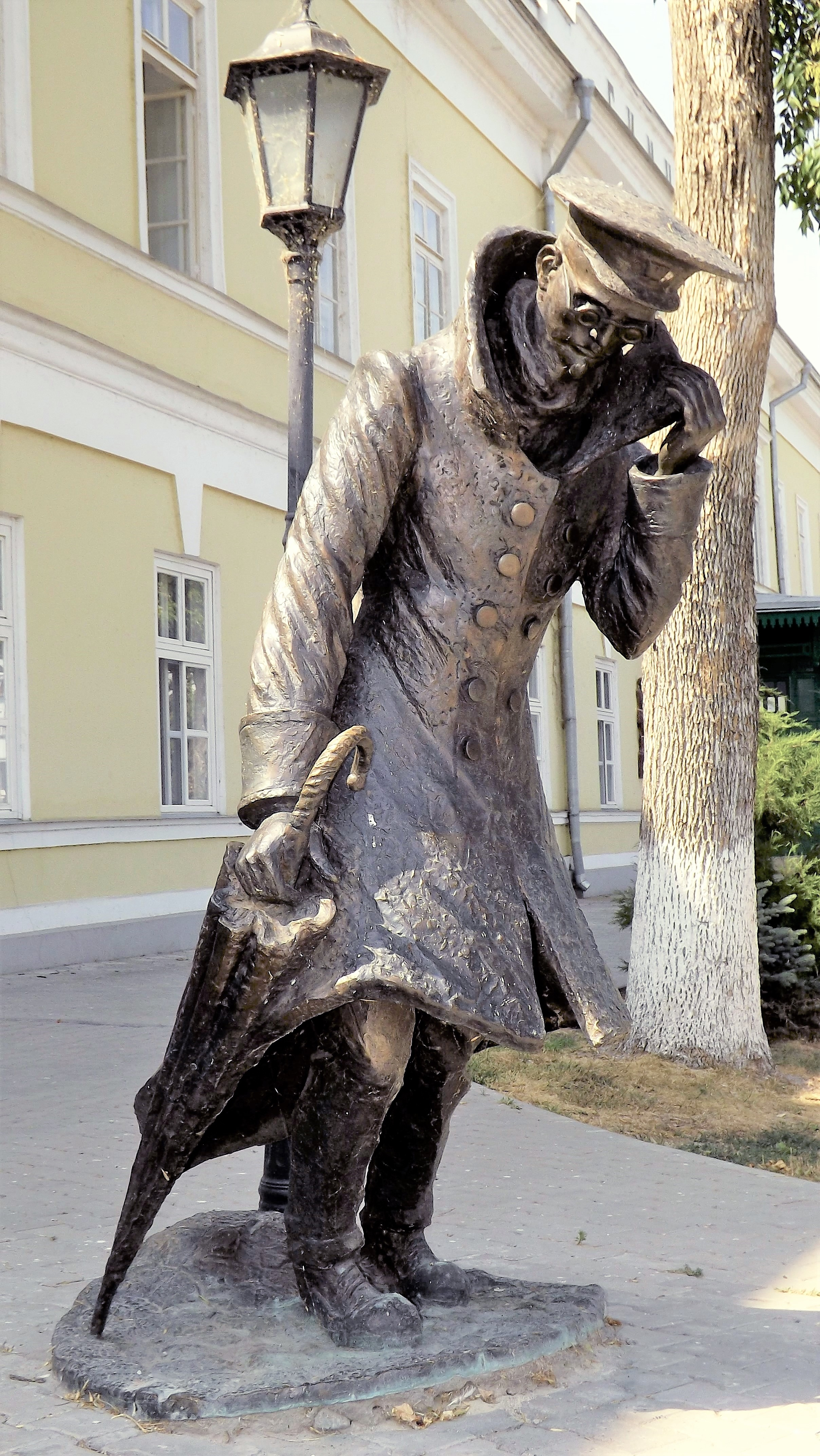
Statue de l'homme à l'étui, installée en 2010 devant la façade du musée.